# Odessa (album)
Az Odessa című lemez a Bee Gees együttes tizedik nagylemeze.
A lemezen szereplő dalok közül a First Of May a Melody című filmben is felhangzik. (1971). Szerepel az 1001 lemez, amit hallanod kell, mielőtt meghalsz című könyvben.

## Az album dalai
|     | Cím                            | Szerző(k)                    | Hossz |
| --- | ------------------------------ | ---------------------------- | ----- |
| 1.  | Odessa (City on the Black Sea) | Barry, Robin és Maurice Gibb | 7:33  |
| 2.  | You'll Never See My Face Again | Barry, Robin és Maurice Gibb | 4:16  |
| 3.  | Black Diamond                  | Barry, Robin és Maurice Gibb | 3:27  |
| 4.  | Marley Purt Drive              | Barry, Robin és Maurice Gibb | 4:26  |
| 5.  | Edison                         | Barry, Robin és Maurice Gibb | 3:07  |
| 6.  | Melody                         | Barry, Robin és Maurice Gibb | 3:48  |
| 7.  | Suddenly                       | Barry, Robin és Maurice Gibb | 2:29  |
| 8.  | Whisper Whisper                | Barry, Robin és Maurice Gibb | 3:24  |
| 9.  | Lamplight                      | Barry, Robin és Maurice Gibb | 4:47  |
| 10. | Sound Of Love                  | Barry, Robin és Maurice Gibb | 3:27  |
| 11. | Give Your Best                 | Barry, Robin és Maurice Gibb | 3:26  |
| 12. | Seven Seas Symphony            | Barry, Robin és Maurice Gibb | 4:09  |
| 13. | With All Nations               | Barry, Robin és Maurice Gibb | 1:46  |
| 14. | I Laugh In Your Face           | Barry, Robin és Maurice Gibb | 4:09  |
| 15. | Never Say Never Again          | Barry, Robin és Maurice Gibb | 3:28  |
| 16. | First Of May                   | Barry, Robin és Maurice Gibb | 2:48  |
| 17. | The British Opera              | Barry, Robin és Maurice Gibb | 3:17  |

A CD változat első kiadásán nem szerepel 13. számú track.

## A számok rögzítési ideje
- 1968. július 12.: I Laugh In Your Face (IBC)
- 1968. augusztus 15.: Marley Purt Drive (New York)
- 1968. augusztus 16.: First Of May, Whisper Whisper (New York)
- 1968. augusztus 20.: Pity (New York)
- 1968. augusztus 20.: Sound Of Love, Give Your Best (New York)
- 1968. augusztus 21.: Edison (New York)
- 1968. október: Odessa, You'll Never See My Face Again, Black Diamond, Melody Fair, Suddenly, Lamplight, Seven Seas Symphony, With All Nations, Never Say Never Again, The British Opera, Nobody's Someone (IBC)

A Pity (Barry, Robin és Maurice Gibb) számot nem adták ki. 

A Nobody's Someone című számot 1991-ben Andy Gibb lemezén adták ki, valamint megjelent a From The Bee Gees Archives, The Bee Gees Greatest Outtakes, The Bee Gees Unleashed válogatáslemezeken.

## Közreműködők
- Barry Gibb – ének, gitár
- Robin Gibb – ének
- Maurice Gibb – ének, gitár, basszusgitár, zongora
- Colin Petersen – Dob, ütőhangszerek
- Vince Melouney – gitár
- Paul Buckmaster – cselló
- stúdiózenekar Bill Shepherd vezényletével

## A nagylemez megjelenése országonként
- Argentína Odessa Vol 1 címmel Polydor 20368 1969 és Polydor 2394 119 1973, Odessa Vol 2 címmel Polydor 20376 1969 és Polydor 2394 120 1973
- Ausztrália Spin 45005/6 1969
- Belgium Polydor 184 199/200 1969
- Brazília Polydor LPG 624013 1969
- Egyesült Államok Atco SD-2-702 1969, Odessa címmel 1 LP-s változat RSO RS 1 3007 1976
- Egyesült Királyság Polydor 582 049/50 (mono) 1969 Polydor 583 049/50 (stereo) 1969, Sound of Love címmel Polydor 2447-005 1969, Marley Purt Drive címmel Polydor 2447-012 1969
- Franciaország RSO 2671 106 1973
- Hollandia Polydor 583 049/50 1969, The Best of Odessa címmel Polydor C-134/4
- Japán Polydor MP9305/6 1969, RSO MW9061/2 1975, Polydor CD P28W25031 1988, Polydor CD POCP2228 1992, Polydor/Universal CD UICY-3807 2004
- Kanada The Original Odessa címmel RSO 2671 108 1976, Odessa címmel 1 LP-s változat RSO RS 1 3007 1976
- Németország Polydor 184 199/200 1969, Sound of Love címmel Karussell 2499 001 1969, The Original Odessa címmel RSO 2674 012 és Karussell 2674 012 1969, The Best of Odessa címmel Polydor 79615
- Norvégia Polydor 184 199/200 1969, Sound of Love címmel Karussell 2499 001 1969
- Olaszország Polydor 184 199/200 1969
- Svájc Polydor 184 199/200 1969, The Best of Odessa címmel Ex Libris XL-171 026

## Az album dalaiból megjelent kislemezek, EP-k
- First of May / Lamplight: Ausztrália Spin EK-2820 1969, Brazília Polydor FC 126011 1969, Kanada Atco 45-6657 1969, Chile Polydor 56 304 1969, Dánia Polydor 59 260 1969, Franciaország Polydor 421 427 1969, Németország Polydor 59 260 1969, Irán Royal RT 61 1969, Japán Polydor DP-1634 1969, Hollandia Polydor 59 260 1969, Spanyolország Polydor 60 049 1969, Svájc Polydor 59 260 1969, Egyesült Királyság Polydor 56 304 1969, Egyesült Államok Atco 45-6657 1969, Jugoszlávia RTB S 534 51 1969
- Marley Purt Drive / Sound of Love Egyesült Államok Atco EP 4535 Promo 1969
- When The Swallows Fly / Give Your Best Hollandia Polydor 2058 149, 1971

EP-k
- First of May / Cherry Red / I Was a Lover, a Leader Of Men / The Three Kisses Of Love Ausztrália Festival EP FX 11602 1969
- First of May / Idea / Lamplight / Indian Gin and Whisky Dry Mexikó Polydor EPO 1578 1969
- First of May / Edison / Lamplight Portugália Polydor EP 60597 1969
- Marley Purt Drive / Suddenly / Sound of Love Egyesült Államok Atco EP 4535 1969 1969, Kanada Atco EP 4535 1969
- Melody Fair / First of May Japán Polydor DP-1787, DW-3005 1971 RSO 7DW 0006 1982
- Melody Fair / To Love Somebody Japán Polydor DW-2003

## Eladott példányok
Az Odessa lemezből Németországban 250 000, az Amerikában 250 000, az Egyesült Királyságban 50 000 példány került eladásra.
A nagylemezből a világ összes összes országában 1 millió példány kelt el.